# 武井亮
武井 亮（たけい りょう、1980年12月25日 - ）は、日本中央競馬会(JRA)・美浦トレーニングセンターに所属する調教師。山梨県出身。

## 来歴
駿台甲府高等学校から北海道大学獣医学部に進学。大学時代は馬術部に所属した。
2007年にJRA競馬学校厩務員課程に入学。翌2008年に美浦・二ノ宮敬宇厩舎の厩務員となる。以降、同年4月から高木登厩舎、2011年1月から和田正道厩舎の調教助手を経て、2013年12月に調教師試験に合格した。
2014年に定年を迎えた野村彰彦調教師の管理馬を引き継ぐ形で新規開業。同年3月16日の中山7レースでアーマークラッドが1着となり、開業4戦目でJRA初勝利を挙げた。同年3月に開業した調教師7名の中では最速の初白星となった。
開業2年目の2015年には早くも年間20勝を達成する。2016年には自らが米国のセリで選んだリエノテソーロでエーデルワイス賞(JpnIII)を制し、重賞及び交流重賞初制覇。年末には同馬で全日本2歳優駿も制しJpnIを初制覇。
2019年3月10日、中山7Rでアストロローグが1着となり、現役143人目となるJRA通算100勝を1213戦目で達成した。 
2023年9月10日、阪神9Rをアレグロモデラートが1着となり、現役105人目となるJRA通算200勝を2429戦目で達成した。
2024年菊花賞をアーバンシックが制し、JRA・G1初制覇。

## 調教師成績

### 概要
|            | 日付           | 競馬場・開催   | 競走名               | 馬名             | 頭数 | 人気 | 着順 |
| ---------- | -------------- | -------------- | -------------------- | ---------------- | ---- | ---- | ---- |
| 初出走     | 2014年3月1日   | 2回中山1日3R   | 3歳新馬              | コスモジャスパー | 15頭 | 3    | 12着 |
| 初勝利     | 2014年3月16日  | 2回中山6日7R   | 4歳上500万下         | アーマークラッド | 16頭 | 3    | 1着  |
| 重賞初出走 | 2015年1月18日  | 1回中山7日11R  | 京成杯               | バルビエール     | 17頭 | 8    | 16着 |
| 重賞初勝利 | 2016年10月13日 | 13回門別6日11R | エーデルワイス賞     | リエノテソーロ   | 16頭 | 1    | 1着  |
| GI初出走   | 2015年4月18日  | 3回中山7日11R  | 中山グランドジャンプ | テンジンキヨモリ | 15頭 | 8    | 中止 |
| Jpn1初勝利 | 2016年12月14日 | 11回川崎3日11R | 全日本2歳優駿        | リエノテソーロ   | 14頭 | 1    | 1着  |
| GI初勝利   | 2024年10月20日 | 5回京都6日11R  | 菊花賞               | アーバンシック   | 18頭 | 2    | 1着  |

### 年度別成績
武井亮の年度別成績（netkeiba.com）を参照

## 主な管理馬
※括弧内は当該馬の優勝重賞競走、太字はGI級競走。
- リエノテソーロ（2016年エーデルワイス賞、全日本2歳優駿、2018年スパーキングレディーカップ）
- シュトラウス（2023年東京スポーツ杯2歳ステークス[10]）
- アーバンシック（2024年セントライト記念、菊花賞）
- ジャナドリア(2025年雲取賞)

## 表彰
優秀厩舎賞（関東）2位（2023年）

## 人物
坊主頭がトレードマークだが、「本来は堂本光一ばりのサラサラヘアなんですが、周囲にインパクトを残すためにわざとやっている“戦略的ボウズ”なんですよ」と自称している。